# Miroslav Dvořák (fotbalista, 1963)
Miroslav Dvořák (* 2. listopadu 1963) je bývalý český fotbalista.

## Fotbalová kariéra
V československé lize hrál za Spartak Hradec Králové. Nastoupil v 3 ligových utkáních. Ve druhé nejvyšší soutěži hrál za TJ Vagónka Česká Lípa, nastoupil v 62 utkáních a dal 3 góly.

## Ligová bilance
| Ročník                                   | Zápasy | Góly | Klub                   |
| ---------------------------------------- | ------ | ---- | ---------------------- |
| Česká národní fotbalová liga 1981/82     | 15     | 0    | TJ Vagónka Česká Lípa  |
| Česká národní fotbalová liga 1982/83     | 16     | 0    | TJ Vagónka Česká Lípa  |
| Česká národní fotbalová liga 1983/84     | 2      | 0    | TJ Vagónka Česká Lípa  |
| Česká národní fotbalová liga 1985/86     | 14     | 0    | TJ Vagónka Česká Lípa  |
| Česká národní fotbalová liga 1986/87     | 25     | 3    | TJ Vagónka Česká Lípa  |
| 1. československá fotbalová liga 1988/89 | 3      | 0    | Spartak Hradec Králové |
| CELKEM                                   | 3      | 0    |                        |